# 2006 nos jogos eletrônicos
Esta é uma lista de eventos relacionados a jogos eletrônicos ocorridos em 2006.

## Principais eventos
- 26 de Janeiro
  - Nintendo anuncia a nova versão do seu portátil, Nintendo DS Lite. O novo modelo é mais leve, menor, e possui brilho configurável e uma interface de usuário melhorada.[1][2]
  - Konami Corp. anuncia a lista de títulos a serem lançados em 2006, variando desde Beatmania a Metal Gear Solid 3: Subsistence, e cobrindo múltiplas plataformas.[3]
  - Escolas públicas em West Virginia vão adicionar Dance Dance Revolution da Konami em seus currículos, em um esforço para combater a obesidade.[4][5]
- 27 de Janeiro
  - Jogadores do clã Horde de World of Warcraft começam uma campanha de caridade "Gamers Against No Kash", para pagar a taxa de inscrição de jogadores valiosos que não possuem dinheiro para isso.[6]
  - Microsoft do Japan faz uma declaração para a revista de jogos japonesa Famitsu sobre o lançamento do XBox 360. "Foi muito mais difícil que nós imaginávamos. Nós não conseguimos preparar os títulos de lançamento que nós prometemos, e isso causou um impacto," disse o chefe de operações do XBox da Microsoft do Japão Yoshihiro Maruyama. No lançamento do primeiro Xbox no Japão, mais unidades foram vendidas nos três primeiros dias que as vendas do Xbox 360 em um mês.[7]
  - As versões do firmware 2.01-2.50 do PlayStation Portable, consideradas impossíveis de hackear, são hackeadas por Fanjita.[8]
- 27 de Janeiro - O escritório geral de Los Angeles processa Rockstar Games e Take-Two Interactive pelo mod Hot Coffee.[9]
- 30 de Janeiro
  - Lançada uma atualização obrigatória para o Xbox Live no Xbox 360. Segundo a Microsoft, a atualização é para melhorias e correção de bugs. Membros da comunidade de mod alegam que "o verdadeiro propósito da atualização é impedir o progresso da comunidade de mod".[10]
  - Nintendo publica uma declaração sobre o fenômeno Red Tulip em Animal Crossing: Wild World, dizendo "Nós isolamos o problema e determinamos que houve um erro temporário na ferramenta de upload quando essa carta foi postada". Anteriormente, houve uma especulação que as tulipas eram um resultado de ações de hackers.[11]
- 31 de Janeiro
  - É reportado que a Sony está construindo um Xbox Live-killer para o PlayStation 3.[12]
  - StarForce, criadora de mecanismos software de proteção anticópia de jogos de computador, ameaça processar o blog Boing Boing por criticar os seus produtos.[13][14]
  - Blizzard Entertainment responde ao debate LGBT ocorrendo em World of Warcraft. A empresa declara: "Para promover um ambiente de jogo positivo para todas as pessoas e ajudar a prevenir esse tipo de assédio da melhor forma possível, nós proibimos a menção em tópicos relacionados a assuntos sensíveis do mundo real nos chats públicos dentro do jogo, e nós faremos o nosso melhor para tomar as ações necessárias sempre que esses tópicos forem divulgados."[15]
  - Sony anuncia que dez servidores serão fundidos com outros dez no Everquest 2. Os jogadores estão cautelosamente otimistas.[16][17]
- 7 de Novembro - Left Behind Games lança Left Behind: Eternal Forces em meio a muita controvérsia.
- 11 de Novembro - Sony lança o PlayStation 3.
- 19 de Novembro - Nintendo lança o Wii.

## Jogos lançados
| Data            | Jogo                                                                              | Plataforma                             |
| --------------- | --------------------------------------------------------------------------------- | -------------------------------------- |
| 9 de Fevereiro  | Siren 2 (Japão)                                                                   | PS2                                    |
| 14 de Fevereiro | Empire Earth II: The Art of Supremacy                                             | PC                                     |
| 18 de Fevereiro | Star Wars: Empire at War                                                          | PC                                     |
| 21 de Fevereiro | EverQuest II: Kingdom of Sky                                                      | PC                                     |
| 21 de Fevereiro | Sonic Riders                                                                      | GCN, PS2, Xbox                         |
| 27 de Fevereiro | Galactic Civilizations II: Dread Lords                                            | PC                                     |
| 28 de Fevereiro | Dungeons & Dragons Online: Stormreach                                             | PC                                     |
| 2 de Março      | The Lord of the Rings: The Battle for Middle-earth II                             | PC                                     |
| 2 de Março      | The Sims 2: Open for Business                                                     | PC                                     |
| 7 de Março      | Dragon Ball Z: Shin Budokai                                                       | PSP                                    |
| 14 de Março     | Fancy Pants Adventures                                                            | Browser, Play Station 3,Xbox 360       |
| 14 de Março     | Driver: Parallel Lines                                                            | PS2, Xbox                              |
| 15 de Março     | Battlefield 2: Euro Force                                                         | PC                                     |
| 17 de Março     | 24: The Game                                                                      | PS2                                    |
| 20 de Março     | Metroid Prime Hunters                                                             | NDS                                    |
| 20 de Março     | Tetris DS                                                                         | NDS                                    |
| 20 de Março     | The Elder Scrolls IV: Oblivion                                                    | PC, PS3, Xbox 360                      |
| 21 de Março     | The Godfather: The Game                                                           | PC, PS2, Xbox                          |
| 26 de Março     | Act of War: High Treason                                                          | PC                                     |
| 28 de Março     | Kingdom Hearts II                                                                 | PS2                                    |
| 31 de Março     | Animal Crossing: Wild World (Europe)                                              | NDS                                    |
| 11 de Abril     | Tomb Raider: Legend                                                               | PC, PS2, Xbox, Xbox 360                |
| 11 de Abril     | Battlefield 2: Modern Combat                                                      | Xbox 360                               |
| 13 de Abril     | Auto Assault                                                                      | PC                                     |
| 17 de Abril     | Brain Age: Train Your Brain in Minutes a Day!                                     | NDS                                    |
| 17 de Abril     | Dreamfall: The Longest Journey                                                    | PC                                     |
| 18 de Abril     | Dreamfall: The Longest Journey                                                    | Xbox                                   |
| 18 de Abril     | Final Fantasy XI                                                                  | Xbox 360                               |
| 18 de Abril     | Final Fantasy XI: Treasures of Aht Urhgan                                         | PC, PS2                                |
| 20 de Abril     | Mother 3 (Japão)                                                                  | GBA                                    |
| 24 de Abril     | Black & White 2 - Battle of the Gods                                              | PC                                     |
| 25 de Abril     | Ace Combat Zero: The Belkan War                                                   | PS2                                    |
| 25 de Abril     | OutRun 2006: Coast 2 Coast                                                        | Xbox, PS2, PSP                         |
| 28 de Abril     | Guild Wars: Factions                                                              | PC                                     |
| 9 de Maio       | Rise of Nations: Rise of Legends                                                  | PC                                     |
| 10 de Maio      | SiN Episodes: Emergence                                                           | PC                                     |
| 15 de Maio      | New Super Mario Bros.                                                             | NDS                                    |
| 16 de Maio      | Heroes of Might and Magic V                                                       | PC                                     |
| 16 de Maio      | X-Men: The Official Game                                                          | Xbox 360, PS2, PC, Xbox, NDS, GCN, GBA |
| 16 de Maio      | Zoo Tycoon 2: African Adventure                                                   | PC                                     |
| 23 de Maio      | Jaws: Unleashed                                                                   | PC, Xbox, PS2                          |
| 23 de Maio      | Rockstar Games: Table Tennis                                                      | Xbox 360                               |
| 30 de Maio      | Hitman: Blood Money                                                               | Xbox 360, PC, PS2, Xbox                |
| 30 de Maio      | X2: The Threat                                                                    | Lin                                    |
| 1 de Junho      | Half-Life 2: Episode One                                                          | PC                                     |
| 6 de Junho      | Battlefield 2: Armored Fury                                                       | PC                                     |
| 6 de Junho      | Cars                                                                              | PS2, Xbox, GCN, PSP, NDS, PC           |
| 6 de Junho      | Grand Theft Auto: Liberty City Stories                                            | PS2                                    |
| 6 de Junho      | The Movies: Stunts & Effects                                                      | PC                                     |
| 12 de Junho     | Rise and Fall: Civilizations at War                                               | PC                                     |
| 15 de Junho     | Gorky 17                                                                          | Lin                                    |
| 21 de Junho     | Tomb Raider: Legend                                                               | PSP                                    |
| 26 de Junho     | Titan Quest                                                                       | PC                                     |
| 29 de Junho     | Panzer Command                                                                    | PC                                     |
| 5 de Julho      | The Lord of the Rings: The Battle for Middle-earth II                             | Xbox 360                               |
| 11 de Julho     | Chromehounds                                                                      | Xbox 360                               |
| 11 de Julho     | Prey                                                                              | PC, Xbox 360                           |
| 20 de Julho     | AFL Premiership 2006 (AUS)                                                        | PS2                                    |
| 24 de Julho     | CivCity: Rome                                                                     | PC                                     |
| 24 de Julho     | Civilization IV: Warlords                                                         | PC                                     |
| 1 de Agosto     | Flat Out 2 (USA)                                                                  | PC                                     |
| 1 de Agosto     | Dungeon Siege II: Broken World                                                    | PC                                     |
| 1 de Agosto     | Super Monkey Ball Adventure (USA)                                                 | GCN, PS2, PSP                          |
| 4 de Agosto     | Cold War                                                                          | Lin                                    |
| 8 de Agosto     | Dead Rising                                                                       | Xbox 360                               |
| 15 de Agosto    | Dirge of Cerberus: Final Fantasy VII                                              | PS2                                    |
| 15 de Agosto    | Ninety-Nine Nights                                                                | Xbox 360                               |
| 22 de Agosto    | King of Fighters                                                                  | PS2                                    |
| 28 de Agosto    | Star Fox Command                                                                  | NDS                                    |
| 29 de Agosto    | Enchanted Arms                                                                    | Xbox 360                               |
| 29 de Agosto    | Saints Row                                                                        | Xbox 360                               |
| 29 de Agosto    | Xenosaga Episode III: Also sprach Zarathustra                                     | PS2                                    |
| 1 de Setembro   | Roblox                                                                            | Microsoft Windows                      |
| 5 de Setembro   | LocoRoco                                                                          | PSP                                    |
| 12 de Setembro  | Joint Task Force                                                                  | PC                                     |
| 12 de Setembro  | LEGO Star Wars II: The Original Trilogy                                           | NDS, GCN, PC, PS2, PSP, Xbox, Xbox 360 |
| 13 de Setembro  | Company of Heroes                                                                 | PC                                     |
| 18 de Setembro  | Pokémon Mystery Dungeon: Blue Rescue Team                                         | NDS                                    |
| 18 de Setembro  | Pokémon Mystery Dungeon: Red Rescue Team                                          | GBA, NDS                               |
| 19 de Setembro  | Ōkami                                                                             | PS2                                    |
| 19 de Setembro  | The Godfather: The Game                                                           | PSP, Xbox 360                          |
| 19 de Setembro  | EverQuest: The Serpent's Spine                                                    | PC                                     |
| 25 de Setembro  | Baten Kaitos Origins (América do Norte)                                           | GCN                                    |
| 25 de Setembro  | Mario vs. Donkey Kong 2: March of the Minis                                       | NDS                                    |
| 26 de Setembro  | Caesar IV                                                                         | PC                                     |
| 28 de Setembro  | Pokémon Diamond and Pearl (Japão)                                                 | NDS                                    |
| 28 de Setembro  | Kingdom Hearts II (Australia, Europe)                                             | PS2                                    |
| 29 de Setembro  | DEFCON: Everybody Dies (Europa)                                                   | PC                                     |
| 6 de Outubro    | Heroes of Annihilated Empires                                                     | PC                                     |
| 8 de Outubro    | Scarface: The World Is Yours                                                      | PS2, Xbox, PC                          |
| 9 de Outubro    | Mortal Kombat: Armageddon                                                         | PS2, Xbox                              |
| 9 de Outubro    | Warhammer 40,000: Dawn of War: Dark Crusade                                       | PC                                     |
| 17 de Outubro   | Age of Empires III: The WarChiefs                                                 | PC                                     |
| 17 de Outubro   | Battlefield 2142                                                                  | PC                                     |
| 17 de Outubro   | Bully                                                                             | PS2                                    |
| 17 de Outubro   | Sid Meier's Railroads! (North America)                                            | PC                                     |
| 17 de Outubro   | The Sims 2: Pets                                                                  | PC                                     |
| 17 de Outubro   | Tom Clancy's Splinter Cell: Double Agent                                          | Xbox 360                               |
| 17 de Outubro   | Zoo Tycoon 2: Marine Mania                                                        | PC                                     |
| 17 de Outubro   | Zoo Tycoon 2: Zookeeper Collection                                                | PC                                     |
| 18 de Outubro   | Football Manager 2007                                                             | PC, Mac                                |
| 24 de Outubro   | Dark Messiah of Might and Magic                                                   | PC                                     |
| 24 de Outubro   | F.E.A.R. Extraction Point                                                         | PC                                     |
| 24 de Outubro   | Marvel: Ultimate Alliance                                                         | GBA, PC, PS2, Xbox, Xbox 360           |
| 24 de Outubro   | Star Wars: Empire at War: Forces of Corruption                                    | PC                                     |
| 24 de Outubro   | Tom Clancy's Splinter Cell: Double Agent                                          | GCN, PS2, Xbox                         |
| 26 de Outubro   | Guild Wars Nightfall                                                              | PC                                     |
| 30 de Outubro   | Pokémon Ranger (América do Norte)                                                 | NDS                                    |
| 31 de Outubro   | Grand Theft Auto: Vice City Stories                                               | PSP                                    |
| 31 de Outubro   | Final Fantasy XII (United States)                                                 | PS2                                    |
| 31 de Outubro   | Killzone: Liberation                                                              | PSP                                    |
| 31 de Outubro   | Need for Speed: Carbon                                                            | GCN, PC, PS2, Xbox, Xbox 360           |
| 31 de Outubro   | Neverwinter Nights 2                                                              | PC                                     |
| 6 de Novembro   | Lumines II                                                                        | PSP                                    |
| 7 de Novembro   | Call of Duty 3                                                                    | PS2, Xbox, Xbox 360                    |
| 7 de Novembro   | Guitar Hero II                                                                    | PS2                                    |
| 7 de Novembro   | Gears of War                                                                      | Xbox 360                               |
| 7 de Novembro   | SOCOM U.S. Navy SEALs: Combined Assault                                           | PS2                                    |
| 7 de Novembro   | Tom Clancy's Splinter Cell: Double Agent                                          | PC                                     |
| 7 de Novembro   | Tony Hawk's Project 8                                                             | PS2, Xbox, Xbox 360                    |
| 13 de Novembro  | EverQuest II: Echoes of Faydwer                                                   | PC                                     |
| 13 de Novembro  | Medieval 2: Total War                                                             | PC                                     |
| 13 de Novembro  | Yoshi's Island DS                                                                 | NDS                                    |
| 14 de Novembro  | Final Fantasy III                                                                 | NDS                                    |
| 14 de Novembro  | Heroes of Might and Magic V: Hammers of Fate                                      | PC                                     |
| 14 de Novembro  | Left Behind: Eternal Forces                                                       | PC                                     |
| 14 de Novembro  | Sonic the Hedgehog                                                                | Xbox 360                               |
| 14 de Novembro  | Sonic the Hedgehog Genesis                                                        | GBA                                    |
| 14 de Novembro  | Tomb Raider: Legend                                                               | GBA, GCN, NDS                          |
| 14 de Novembro  | Xiaolin Showdown                                                                  | PS2, PSP                               |
| 14 de Novembro  | Warhammer: Mark of Chaos                                                          | PC                                     |
| 14 de Novembro  | WWE SmackDown vs. Raw 2007                                                        | PS2, Xbox 360                          |
| 15 de Novembro  | Xiaolin Showdown                                                                  | Xbox                                   |
| 17 de Novembro  | Call of Duty 3                                                                    | PS3                                    |
| 17 de Novembro  | Marvel: Ultimate Alliance                                                         | PS3                                    |
| 17 de Novembro  | Need for Speed: Carbon                                                            | PS3                                    |
| 17 de Novembro  | Resistance: Fall of Man                                                           | PS3                                    |
| 17 de Novembro  | Ridge Racer 7                                                                     | PS3                                    |
| 17 de Novembro  | Tony Hawk's Project 8                                                             | PS3                                    |
| 19 de Novembro  | Call of Duty 3 (América)                                                          | Wii                                    |
| 19 de Novembro  | Excite Truck (América)                                                            | Wii                                    |
| 19 de Novembro  | Marvel: Ultimate Alliance (América)                                               | Wii                                    |
| 19 de Novembro  | Red Steel (América)                                                               | Wii                                    |
| 19 de Novembro  | Rayman Raving Rabbids (América)                                                   | Wii                                    |
| 19 de Novembro  | Super Monkey Ball: Banana Blitz (América)                                         | Wii                                    |
| 19 de Novembro  | The Legend of Zelda: Twilight Princess (América)                                  | Wii                                    |
| 19 de Novembro  | Trauma Center: Second Opinion (América)                                           | Wii                                    |
| 19 de Novembro  | Wii Sports (América)                                                              | Wii                                    |
| 20 de Novembro  | Tom Clancy's Rainbow Six Vegas                                                    | Xbox 360                               |
| 20 de Novembro  | Superman Returns: The Videogame                                                   | GCN, PS2, Xbox 360, NDS                |
| de Novembro 21  | The Elder Scrolls IV: Knights of the Nine                                         | PC                                     |
| 22 de Novembro  | Superman Returns                                                                  | PS2, X360, Xbox, NDS                   |
| 22 de Novembro  | Tony Hawk's Project 8                                                             | PSP                                    |
| 28 de Novembro  | The Lord of the Rings: The Battle for Middle-earth II: The Rise of the Witch-king | PC                                     |
| 28 de Novembro  | Tom Clancy's Splinter Cell: Double Agent                                          | Wii                                    |
| 28 de Novembro  | Xiaolin Showdown                                                                  | NDS                                    |
| 30 de Novembro  | Final Fantasy VI Advance (Japão)                                                  | GBA                                    |
| 5 de Dezembro   | Metal Gear Solid: Portable Ops                                                    | PSP                                    |
| 5 de Dezembro   | Star Trek: Legacy                                                                 | PC                                     |
| 5 de Dezembro   | WWE SmackDown vs. Raw 2007                                                        | PSP                                    |
| 5 de Dezembro   | Castlevania: Portrait of Ruin                                                     | NDS                                    |
| 13 de Dezembro  | The Legend of Zelda: Twilight Princess                                            | GCN                                    |
| 29 de Dezembro  | Ape Escape: Million Monkeys                                                       | PS2                                    |

## Vendas de hardware e software

### Estados Unidos
- Baseado em dados do NPD Group:

Jogos mais vendidos em 2006 nos Estados Unidos
| Posição | Jogo                                          | Console | Vendas      |
| ------- | --------------------------------------------- | ------- | ----------- |
| 1       | Madden NFL 07                                 | PS2     | 1.8 milhões |
| 2       | New Super Mario Bros.                         | NDS     | 1.5 milhões |
| 3       | Kingdom Hearts II                             | PS2     | 1.5 milhões |
| 4       | Gears of War                                  | X360    | 1 milhões   |
| 5       | Tom Clancy's Ghost Recon: Advanced Warfighter | X360    | 913,000     |
| 6       | Final Fantasy XII                             | PS2     | 895,000     |
| 7       | Grand Theft Auto: Liberty City Stories        | PS2     | 860,000     |
| 8       | NCAA Football 07                              | PS2     | 849,000     |
| 9       | Madden NFL 07                                 | X360    | 826,000     |
| 10      | Brain Age: Train Your Brain in Minutes a Day! | NDS     | 792,000     |

- Baseado em dados de NPD Group em IGN;[19] a publicadora do jogo está listado em parênteses:

Jogos mais vendidos em 2006 por plataforma
| Posição | Nintendo DS                                              | Nintendo GameCube                                   | PC                                                  |
| ------- | -------------------------------------------------------- | --------------------------------------------------- | --------------------------------------------------- |
| 1       | New Super Mario Bros. (Nintendo)                         | Sonic Riders (Sega)                                 | World of Warcraft (Blizzard Entertainment)          |
| 2       | Pokémon Mystery Dungeon: Blue Rescue Team (Nintendo)     | Naruto: Clash of Ninja (D3 Publisher)               | The Sims 2: Open for Business (Electronic Arts)     |
| 3       | Brain Age: Train Your Brain in Minutes a Day! (Nintendo) | Lego Star Wars II: The Original Trilogy (LucasArts) | The Sims 2 (Electronic Arts)                        |
| 4       | Metroid Prime Hunters (Nintendo)                         | Cars (THQ)                                          | The Elder Scrolls IV: Oblivion (Bethesda Softworks) |
| 5       | Super Princess Peach (Nintendo)                          | Madden NFL 07 (Electronic Arts)                     | Star Wars: Empire at War (LucasArts)                |
| 6       | Big Brain Academy (Nintendo)                             | Naruto: Clash of Ninja 2 (D3 Publisher)             | Age of Empires III (Microsoft)                      |
| 7       | Tetris DS (Nintendo)                                     | Rampage: Total Destruction (Midway Games)           | Civilization IV (2K Games)                          |
| 8       | Nintendogs: Dalmatian & Friends (Nintendo)               | Over the Hedge (Activision)                         | The Sims 2: Nightlife (Electronic Arts)             |
| 9       | Mario Hoops 3-on-3 (Nintendo)                            | Harvest Moon: Magical Melody (Natsume)              | Guild Wars Factions (NCsoft)                        |
| 10      | Pokémon Ranger (Nintendo)                                | Teen Titans (Majesco)                               | Zoo Tycoon 2 (Microsoft)                            |

| Posição | PlayStation 2                                       | PlayStation 3                                            | Xbox                                                   |
| ------- | --------------------------------------------------- | -------------------------------------------------------- | ------------------------------------------------------ |
| 1       | Madden NFL 07 (Electronic Arts)                     | Resistance: Fall of Man (Sony Computer Entertainment)    | Madden NFL 07 (Electronic Arts)                        |
| 2       | Kingdom Hearts II (Square Enix)                     | Madden NFL 07 (Electronic Arts)                          | Black (Electronic Arts)                                |
| 3       | Guitar Hero (RedOctane)                             | Call of Duty 3 (Activision)                              | NCAA Football 07 (Electronic Arts)                     |
| 4       | Final Fantasy XII (Square Enix)                     | Marvel: Ultimate Alliance (Activision)                   | MVP 06: NCAA Baseball (Electronic Arts)                |
| 5       | NCAA Football 07 (Electronic Arts)                  | Ridge Racer 7 (Namco Bandai)                             | The Godfather: The Game (Electronic Arts)              |
| 6       | Guitar Hero II (RedOctane)                          | Need for Speed: Carbon (Electronic Arts)                 | Fight Night Round 3 (Electronic Arts)                  |
| 7       | MLB 06: The Show (Sony Computer Entertainment)      | Tony Hawk's Project 8 (Activision)                       | Major League Baseball 2K6 (2K Sports)                  |
| 8       | Scarface: The World Is Yours (Vivendi)              | NBA 2K7 (Sony Computer Entertainment)                    | Lego Star Wars II: The Original Trilogy (LucasArts)    |
| 9       | Lego Star Wars II: The Original Trilogy (LucasArts) | NBA 07 (Sony Computer Entertainment)                     | Scarface: The World Is Yours (Vivendi Games)           |
| 10      | Fight Night Round 3 (Electronic Arts)               | Untold Legends: Dark Kingdom (Sony Online Entertainment) | Tom Clancy's Ghost Recon Advanced Warfighter (Ubisoft) |

| Posição | Xbox 360                                                       | Wii                                               |
| ------- | -------------------------------------------------------------- | ------------------------------------------------- |
| 1       | Tom Clancy's Ghost Recon Advanced Warfighter (Ubisoft)         | The Legend of Zelda: Twilight Princess (Nintendo) |
| 2       | Madden NFL 07 (Electronic Arts)                                | Red Steel (Ubisoft)                               |
| 3       | Gears of War (Microsoft)                                       | Super Monkey Ball: Banana Blitz (Sega)            |
| 4       | The Elder Scrolls IV: Oblivion (Bethesda Softworks / 2K Games) | Rayman Raving Rabbids (Ubisoft)                   |
| 5       | Fight Night Round 3 (Electronic Arts)                          | Call of Duty 3 (Activision)                       |
| 6       | Saints Row (THQ)                                               | Madden NFL 07 (Electronic Arts)                   |
| 7       | Dead Rising (Capcom)                                           | Trauma Center: Second Opinion (Atlus)             |
| 8       | NCAA Football 07 (Electronic Arts)                             | Marvel: Ultimate Alliance (Activision)            |
| 9       | Call of Duty 3 (Activision)                                    | Excite Truck (Nintendo)                           |
| 10      | Tom Clancy's Splinter Cell: Double Agent (Ubisoft)             | Dragon Ball Z: Budokai Tenkaichi 2 (Majesco)      |

### Japão
- Baseado em dados de Enterbrain: Jogos mais vendidos em 2006 no Japão[27]

| Posição | Jogo                                              | Console | Venda   |
| ------- | ------------------------------------------------- | ------- | ------- |
| 1       | Pokémon Diamond and Pearl                         | NDS     | 4302815 |
| 2       | New Super Mario Bros.                             | NDS     | 3818214 |
| 3       | Brain Training 2                                  | NDS     | 3748638 |
| 4       | Animal Crossing: Wild World                       | NDS     | 2485264 |
| 5       | Final Fantasy XII                                 | PS2     | 2322329 |
| 6       | Brain Training                                    | NDS     | 1991116 |
| 7       | English Training: Have Fun Improving Your Skills! | NDS     | 1529618 |
| 8       | Mario Kart DS                                     | NDS     | 1115082 |
| 9       | Winning Eleven 10                                 | PS2     | 1050236 |
| 10      | Tetris DS                                         | NDS     | 985246  |

### Europa
- Baseado em estimativas da Electronic Arts:

Consoles mais vendidos em 2006 na Europa
| Posição | Console              | Vendas      |
| ------- | -------------------- | ----------- |
| 1       | Nintendo DS          | 6,4 milhões |
| 2       | PlayStation 2        | 6 milhões   |
| 3       | PlayStation Portable | 4 milhões   |
| 4       | Xbox 360             | 2 milhões   |
| 5       | Wii                  | 0,7 milhões |